# Malohontská učená spoločnosť
Malohontská učená spoločnosť (Erudita Societas Kishontensis) byl spolek, který existoval v letech 1808–1842 na jižním Slovensku, v oblasti Malohont.. Členové tohoto sdružení, převážně evangeličtí duchovní a místní zemané, se každý rok scházeli k filozoficko-literárním disputacím a svá rokování vydávali v ročence Solemnia Bibliothecae Kishontanae. Jednání probíhala v latině, částečně v „bibličtině“.

## Členové
- M. Holko
- Ján Feješ
- Ján Laurentzy
- Steigel
- Gašpar Šulek
- Samuel Kollár
- Peter Kubínyi
- Ján Krman a jiní